# Zuunmod
Zuunmod (en mongol: Зуунмод) és la capital de la província de Töv (aimag de Töv), està a 30 km al sud d'Ulan Bator. L'any 2006 tenia 14.660 habitants i una superfície de 19,18 km². Zuunmod es troba al costat sud del Bogd Khan Uul.
Zuunmod va passar a ser la capital del seu aimag l'any 1942. Fins aleshores la capital de l'aimag era Ulaanbaatar.